# Karl Hampe (Historiker)

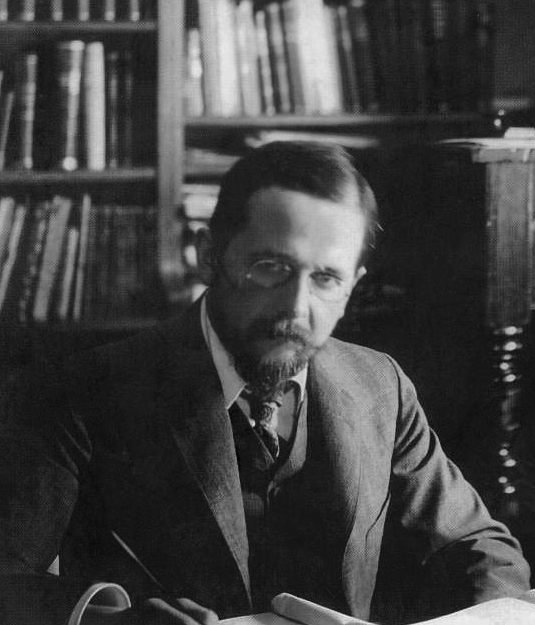
Karl Hampe in Heidelberg im Jahr 1913

Karl Ludwig Hampe (* 3. Februar 1869 in Bremen; † 14. Februar 1936 in Heidelberg) war ein deutscher Historiker, der die Geschichte des frühen und hohen Mittelalters erforschte.
Von 1903 bis 1934 lehrte er als ordentlicher Professor für mittlere und neuere Geschichte an der Universität Heidelberg. Bis zum Ersten Weltkrieg war er Monarchist. Während der Kriegsjahre war er durch seine Belgien-Studien zugunsten des Reiches publizistisch tätig. Nach dem Untergang des Kaiserreiches wandelte er sich zum „Vernunftrepublikaner“. 1933 distanzierte er sich vom Nationalsozialismus. Er ging in die innere Emigration, indem er vorzeitig in den Ruhestand eintrat und sich in das Privatleben zurückzog.
Hampe zählt zu den bedeutendsten Mediävisten des ersten Drittels des 20. Jahrhunderts. Mit seinen Überblicksdarstellungen Deutsche Kaisergeschichte in der Zeit der Salier und Staufer (1909), Herrschergestalten des deutschen Mittelalters (1927) oder Das Hochmittelalter (1932) prägte er das Mittelalterbild der Deutschen vor 1945. Nach seinem Tod wurden einige seiner Texte in der NS-Zeit propagandistisch missbraucht. Sein von 1914 bis 1920 sorgfältig geführtes Kriegstagebuch, eine bedeutende Quelle für die Kultur- und Mentalitätsgeschichte des Gelehrtentums am Ende des Kaiserreiches, wurde 2004 ediert. Hampes Schüler Friedrich Baethgen, Percy Ernst Schramm und Gerd Tellenbach übten in der zweiten Hälfte des 20. Jahrhunderts erheblichen Einfluss auf die deutsche und internationale Mediävistik aus.

## Leben

### Herkunft und Jugend
Karl Hampe wuchs im wilhelminischen Kaiserreich in einem norddeutsch-protestantisch geprägten Umfeld auf. Seine Familie gehörte zum calvinistischen Teil der Bevölkerung und hatte sich zu Beginn des 19. Jahrhunderts in Bremen niedergelassen. Karls Großvater Johann Friedrich Ludwig Hampe (1779–1818) praktizierte als Arzt in Bremen, erwarb dort das Bürgerrecht und gelangte besonders in der Franzosenzeit zu hoher Geltung. Er hinterließ mit Heinrich Eduard Hampe (1817–1903) einen Sohn. Karls Vater schlug kein Universitätsstudium ein, sondern eröffnete in Bremen eine der ersten Buchhandlungen der Stadt. Als Buchhändler konnte er sich einiges Ansehen erwerben, indem er neben dem Verkauf von Büchern und der Förderung der Autoren seine Geschäftsläden als Orte der Zusammenkunft für Musiker und Literaten öffnete. Mit 36 Jahren vermählte sich Heinrich Eduard mit Betty Hütterott (1834–1898), einer Frau aus Bremer Kaufmannskreisen. Drei Kinder aus dieser Ehe starben im frühen Kindesalter. 1869 wurde Karl Hampe in Bremen als dritter Sohn geboren. Seine weiteren Geschwister waren Marie (* 1856), Georg (* 1861) und Theodor (* 1866). Georg wurde ebenfalls Buchhändler, Theodor trat 1893 in den Dienst des Germanischen Nationalmuseums in Nürnberg ein und wurde 1909 dessen Zweiter Direktor. Mit ihm pflegte Karl eine lebenslange Freundschaft; zum Buchhändler Georg blieb das Verhältnis hingegen distanziert.

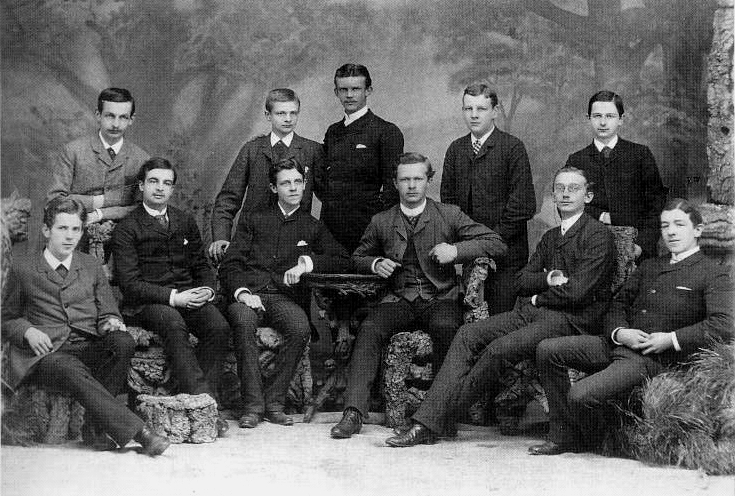
Der Bremer Prima-Verein 1887. Karl Hampe steht rechts außen. (Privatbesitz)

In Karl und Theodor Hampe weckte der Vater das Interesse für Geschichte. Die Mutter förderte vor allem die künstlerischen und musischen Neigungen ihrer Kinder. Ab Ostern 1880 besuchte Karl das städtische Gymnasium, das er 1888 mit dem Reifezeugnis als Jahrgangsbester verließ. In seinen jungen Jahren widmete er seine Freizeit mehr der Lektüre von literarischen Werken als sportlichen Aktivitäten. Von September 1886 bis April 1888 gehörte er dem Prima-Verein an, bei dessen Sitzungen Diskussionen zunächst zu literarischen und später zu historischen, kunsthistorischen sowie weltanschaulichen Themen des 19. Jahrhunderts wie Antisemitismus oder Darwinismus auf dem Plan standen. Seine Sozialisation im hanseatischen Milieu sah er für seinen späteren beruflichen Erfolg als prägend an. In der Neujahrsausgabe 1933 der Weser-Zeitung äußerte sich Hampe über die Bedeutung seiner Vaterstadt Bremen für die Entwicklung seines weiteren Lebensweges. Er beschrieb Bremen mit seiner „Luft einer freien und edlen Humanität“ als die „deutsche Stadt schlechthin“.

### Studienjahre in Bonn und Berlin

Paul Scheffer-Boichorst

Zum Sommersemester 1888 begann Hampe an der Universität Bonn ein Studium der Geschichte, Germanistik und Nationalökonomie. Möglicherweise fiel die Wahl auf Bonn, weil sein Bruder Theodor seit 1886 dort studierte; sie teilten sich eine Wohnung. Im Studium beeindruckten ihn besonders Alfred Dove und Karl Lamprecht. Nach zwei Semestern ging Hampe im Wintersemester 1889/90 nach Berlin. Dort besuchte er vielfach das Theater; dabei schätzte er besonders William Shakespeare und Franz Grillparzer. Seine erste Abhandlung 1889 hatte kein Thema der mittelalterlichen Geschichte zum Gegenstand, sondern beschäftigte sich mit Grillparzers Nachlass. Während des Studiums verfasste Hampe Theaterkritiken und besserte dadurch seine finanzielle Situation auf.
In Berlin (besonders in Charlottenburg), Potsdam und Rheinsberg hinterließen die Hohenzollernmonarchie und ihre Geschichte bei ihm unmittelbare Eindrücke. Zwischen Mai 1889 und Dezember 1891 besuchte er sechs „Antisemitenveranstaltungen“; Einflüsse von nationalistischen und judenfeindlichen Denkbildern schlugen sich später in seinen Tagebüchern nieder. Politisch entsprach die „Partei der Reichsgründung“, die Nationalliberale Partei, seinen Überzeugungen am besten. Hampe war glühender Anhänger Otto von Bismarcks; er sah den Reichskanzler als alleinigen Gründer des Deutschen Kaiserreiches an. Außerdem sympathisierte er mit dem Haus Hohenzollern.
An der Berliner Universität ließ sein Interesse für das Fach Germanistik nach; ab dem Wintersemester 1890/91 besuchte Hampe keine literaturwissenschaftliche Veranstaltung mehr. Im Fach Geschichte hörte er Vorlesungen von Wilhelm Wattenbach, Erich Marcks, Heinrich von Treitschke, Max Lenz, Harry Bresslau und Paul Scheffer-Boichorst, der dann sein Doktorvater und wichtigster akademischer Lehrer wurde. Scheffer-Boichorst hatte den Ruf, in den Methoden der Quellenkritik besonders gründlich zu schulen. Bei ihm wurde er 1893 mit der Arbeit über den Staufer Konradin promoviert. Zur Beschäftigung mit Konradin angeregt wurde Hampe durch Jugendlektüre und einen Besuch der Grabeskirche Konradins in Neapel. An der Doktorarbeit arbeitete Hampe 22 Monate. Sie war mit 394 Seiten für damalige Verhältnisse ungewöhnlich umfangreich; der Althistoriker Otto Hirschfeld wollte die Arbeit als Dekan angesichts ihres Umfangs zunächst gar ablehnen.

### Tätigkeit für die Monumenta Germaniae Historica

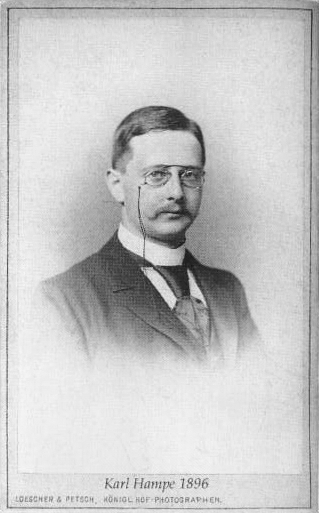
Karl Hampe (1896)

Hampes Wunsch, Militärdienst zu leisten, blieb unerfüllt; im Herbst 1893 wurde er für den Militärdienst angesichts seines zu geringen Brustumfanges endgültig abgelehnt. Stattdessen erhielt er ein Stellenangebot der Monumenta Germaniae Historica (MGH), des wichtigsten Instituts, das sich der Erforschung der fränkischen und deutschen mittelalterlichen Geschichte und der Edition ihrer Quellen widmet. Sein akademischer Lehrer Scheffer-Boichorst war ein Jahr nach seiner Berufung nach Berlin in die Zentraldirektion der MGH gewählt worden. Dies ermöglichte ihm, seine Schüler, darunter Karl Hampe, in verschiedenen Abteilungen unterzubringen.
Zum 1. August 1893 wurde Hampe Mitarbeiter der MGH und kam dort in verschiedenen Editionsprojekten der Abteilung „Epistolae“ zum Einsatz, die sich der mittelalterlichen Briefüberlieferung widmet. 1894 arbeitete Hampe am dritten Band von Carl Rodenbergs Ausgabe der Papstbriefe des 13. Jahrhunderts mit, indem er die Indices für dessen Edition erstellte. 1899 wurde er Mitherausgeber eines Bandes der Epistolae Karolini aevi.
Zwischen 1895 und 1897 unternahm er Bibliotheksreisen nach England (von Juli 1895 bis Februar 1896) sowie Nordostfrankreich und Belgien (März bis Anfang Juni 1897). Dabei stieß er in der Nationalbibliothek Paris auf die sogenannte „Capuaner Briefsammlung“ aus dem 13. Jahrhundert zur Geschichte Friedrichs II. Eine umfassende Edition kam jedoch unter Hampe nicht zustande. In zwei gründlichen Reiseberichten im Neuen Archiv gab er über die Quellenfunde Auskunft. Unter den Quellenfunden befanden sich auch die lange gesuchten ältesten Metzer Annalen in der Kathedralbibliothek zu Durham und aus dem Oxforder Corpus Christi College die Traktate des sogenannten Anonymus von York.
Seine bisherigen Publikationen und Tätigkeiten für die MGH verschafften Hampe kurz vor der Jahrhundertwende erhebliches wissenschaftliches Ansehen. In Münster belegte er als Bewerber für die Nachfolge der Professur von Georg von Below hinter Heinrich Finke den zweiten Platz. Auch in Bonn waren seine Aussichten vielversprechend, doch zog sich das Verfahren drei Jahre hin. Jahrzehnte später sah Hampe seine Tätigkeit bei den MGH als „die beste Schule für den angehenden Dozenten der mittelalterlichen Geschichte“ an. Zum 1. Januar 1898 schied Hampe aus dem Dienst der MGH aus. Er blieb dem Institut aber verbunden, wurde 1917 in die Zentraldirektion der MGH gewählt und legte dort 1926 die bis heute gültige kritische Textausgabe des Friedensvertrags von San Germano (Juli 1230) zwischen Kaiser Friedrich II. und Papst Gregor IX. vor.

### Lehrtätigkeit in Bonn
Hampe nutzte die Wartezeit und habilitierte sich 1899 kumulativ (ohne Habilitationsschrift, sondern durch Vorlage einzelner Publikationen und nach einem Vortrag vor der Fakultät) in Bonn. Dort hielt er seine ersten Vorlesungen über mittelalterliche Themen, besonders zur Stauferzeit und zu Friedrich II., sowie vereinzelt auch im Bereich der Neuzeit. Seine Bonner Vorlesungen waren gut besucht. Die Vorlesungsmanuskripte anzufertigen nahm viel Zeit in Anspruch, so dass Hampe in seinen Bonner Dozentenjahren relativ wenig publizierte. Im Februar 1901 wurde er zum Extraordinarius für mittlere und neuere Geschichte, insbesondere historische Hilfswissenschaften, in Bonn ernannt. Dort wurde Erich Caspar sein erster bedeutender Schüler.

### Eheschließung
In Bonn traf Hampe auch seine spätere Ehefrau Charlotte Rauff, eine Tochter des Heidelberger Geologen und Paläontologen Hermann Rauff. Am 2. März 1903 heiratete er als 34-Jähriger die 19-jährige Rauff. Beträchtliche Altersunterschiede der Ehepartner waren bei Wissenschaftlern wegen der lange unsicheren Existenz bis zur Professur nichts Ungewöhnliches. Aus der Ehe gingen vier Söhne und drei Töchter hervor. Darunter befanden sich der Architekt und spätere Mitbegründer der CDU und Stadtrat in Heidelberg Hermann Hampe, der Archäologe Roland Hampe, der Musikhistoriker Karl-Ludwig Hampe und der Flötist Konrad Hampe. Hampe kümmerte sich wohl mehr als für die damalige Zeit üblich um die Erziehung seiner Kinder. Dabei wurde großer Wert auf Literatur, Musik und Kunst gelegt. Seine Ehe blieb ansonsten bei der traditionellen Rollenverteilung der Geschlechter. Hampes Ehefrau hatte sich um den Haushalt zu kümmern, während das Wirken des Mannes sich auf „die weite Welt da draußen, die Wissenschaft, die Rechtsordnung, de[n] Staat“ richtete (Heinrich von Sybel im Jahr 1870). Auch für die Wissenschaft hielt Hampe Frauen für wenig geeignet.

### Lehrtätigkeit in Heidelberg

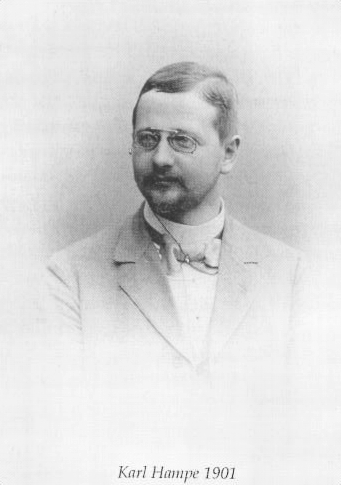
Karl Hampe (1901)

Nachdem der Leipziger Historiker Gerhard Seeliger den Ruf nach Heidelberg abgelehnt hatte, wurde Ende 1902 Hampe als Nachfolger des politisierenden Historikers Dietrich Schäfer auf den dortigen Lehrstuhl für mittlere und neuere Geschichte berufen. Kurz zuvor hatte Hampe seinerseits einen Ruf nach Königsberg abgelehnt. Heidelberg galt als eine der liberalsten Universitäten des deutschen Reiches. Durch die Professur stieg sein Einkommen, das später auch regelmäßig erhöht wurde, zunächst auf 6000 Mark; dazu kamen Hörergelder. In Heidelberg lehrte er 31 Jahre lang. An Historikertagen nahm Hampe nicht teil, ebenso wenig an fachlichen Kreisen wie den Gesprächs- und Diskussionsrunden „Eranos“, „Janus“ oder Max Webers „Jour fixe“. In seinen ersten Heidelberger Jahren konzentrierte sich Hampe vielmehr auf Forschung und Lehre. Seine Vorlesungen deckten die gesamte mittelalterliche Geschichte von der Völkerwanderung bis zum 15. Jahrhundert ab. Dabei stand die Geschichte der römisch-deutschen Kaiser im Mittelpunkt. Hampe betreute 66 Dissertationen und fünf Habilitationsschriften. Zahlreiche Arbeiten behandelten die bislang vernachlässigte normannisch-staufische bzw. staufisch-italienische Geschichte. Zu Hampes bedeutendsten Schülern gehörten Friedrich Baethgen, Walther Holtzmann, Volkert Pfaff, Paul Schmitthenner, Percy Ernst Schramm und Gerd Tellenbach. Seine Schüler gehörten überwiegend dem konservativen Lager an, aber auch der Antisemit Karl Schambach und der Jude Eugen Rosenstock(-Huessy) waren unter ihnen. Anscheinend machte Hampe die Auswahl nicht von weltanschaulichen Ansichten abhängig. Hampe war auch Prüfer des späteren Propagandaministers Joseph Goebbels im Nebenfach Geschichte. Ihn wollte er 1921 bei der mündlichen Doktorprüfung durchfallen lassen. Goebbels hatte eine Dissertation über den Dichter Wilhelm von Schütz geschrieben, wusste aber nicht, dass Franz Schubert zwei von dessen Gedichten vertont hatte. Goebbels bestand nur durch den Einsatz seines Doktorvaters Max von Waldberg.

### Hampes Rolle im Ersten Weltkrieg

#### Kriegsausbruch und Abfassung des Kriegstagebuches

Auszug aus Karl Hampes Kriegstagebuch der Jahre 1914 bis 1919. Die Seite zeigt den Eintrag vom 2. August 1914.

Beim Ausbruch des Ersten Weltkrieges besaß Hampe eine privilegierte Stellung in der Gesellschaft. Bereits im Jahr 1903 nahm ihn die Historische Kommission für das Großherzogtum Baden als Mitglied auf. In den Jahren 1907 und 1908 amtierte er als Dekan der Heidelberger Philosophischen Fakultät. 1909 wurde er Mitherausgeber des Archivs für Kulturgeschichte; diese Aufgabe behielt er bis zu seinem Tod bei. Ab 1909 war Hampe korrespondierendes Mitglied der Heidelberger Akademie der Wissenschaften. 1910 wurde ihm das Ritterkreuz I. Klasse des Ordens vom Zähringer Löwen verliehen. 1914 lehnte er eine Berufung an die neugegründete Universität Frankfurt ab. Hampe wurde deshalb zum Geheimen Hofrat ernannt und sein jährliches Einkommen auf 7500 Mark erhöht. Außerdem erhielt er einen Lehrauftrag für die historischen Hilfswissenschaften. Hampes große Familie erforderte die Verbesserung seiner Wohnsituation; 1907 zog sie in die Blumenthalstraße 13 in Heidelberg-Neuenheim um und im Sommer 1914 in ein noch größeres Haus am Werderplatz 12, ebenfalls in Neuenheim.
Der Kriegsausbruch kam für Hampe und seine Familie völlig überraschend, wie aus einem Schreiben vom 20. Juli 1914, also knapp zwei Wochen vor Kriegsausbruch, an den neuromantischen Dramatiker Ernst Hardt zu ersehen ist. Mit keinem Wort ging er auf die politische Situation ein. Vielmehr erwartete er, nach dem Umzug „Ruhe und Erholung“ zu finden. Einen Tag nach der deutschen Kriegserklärung an Russland begann er am 2. August 1914 ein Kriegstagebuch. Er schilderte darin neben militärischen, politischen und universitären Ereignissen auch den Kriegsalltag in der Familie. Das Tagebuch war wohl nicht für eine Veröffentlichung vorgesehen, sondern sollte nur die eigene und die familiäre Erinnerung schriftlich dokumentieren. Beim Ausbruch des Krieges erwies sich Hampe als siegesgewisser Patriot: „Wenn jeder seine Pflicht tut, so kann die Nation nicht unterliegen! Die allgemeine Haltung ist hier und wohl überall ausgezeichnet.“ Er konnte anders als Ernst Troeltsch oder Friedrich Meinecke nicht auf interne Informationen zugreifen. Seine Informationen bezog er besonders aus der linksliberalen Frankfurter Zeitung. Nach einiger Zeit empfand er die Zeitung als nicht „national“ genug und abonnierte im Herbst 1917 die der Zentrumspartei nahestehende Kölnische Volkszeitung. Für Hampe stand außer Frage, dass Deutschland „überfallen“ worden sei und einen gerechten Verteidigungskrieg führe. Im Tagebuch werden die Verluste der Gegner durchweg höher eingeschätzt als die eigenen. Als tragisch nahm der Italienfreund den Kriegseintritt Italiens aufseiten der Entente wahr: „Man verliert […] die Hoffnung auf einen durchschlagenden Erfolg.“ Trotz fundierter Ausbildung in den Grundsätzen der Quellenkritik glaubte Hampe lange an den Wahrheitsgehalt der staatlichen Informationspolitik im Krieg. „In solchen Zeiten“, so notierte er am 21. März 1916, „ist Maulhalten und Vertrauenhaben doch das einzig Richtige“. Erst im August 1918 begann er an der deutschen Kriegspropaganda zu zweifeln. Das Tagebuch endete am 25. Dezember 1919 und wurde am 14. März 1920 um einen Nachtrag ergänzt.
Weder Hampe noch seine Kinder nahmen am Krieg aktiv teil; für den 46-Jährigen kam dies aus Berufs- und Altersgründen nicht mehr in Betracht, und seine Kinder waren noch zu jung. Hampe ersetzte ab September 1914 an einem Heidelberger Gymnasium als Lehrer die jüngeren Kollegen, die Kriegsdienst leisteten. Beim Roten Kreuz betätigte er sich als Krankenträger.

#### Hampe und die „belgische Frage“
Während des Ersten Weltkrieges entwickelte sich eine vielfältige Kriegspublizistik. Wie viele seiner Fachkollegen verstand auch Hampe die Mediävistik als „politische Wissenschaft“ und sah den Mediävisten als einen Historiker, der mit der Erforschung der Geschichte zur Gegenwart Stellung nehmen konnte, wenn auch gleichsam von höherer Warte aus. Im Weltkrieg konnten Historiker deshalb Ansprüche legitimieren, aktuelle Konstellationen erklären und militärische Entscheidungen begründen. Etwa die Hälfte aller mediävistischen Lehrstuhlinhaber in Deutschland betätigte sich in der Kriegspublizistik. Bedingt durch den Kriegsverlauf befasste sich Hampe intensiv mit der „belgischen Frage“. Die deutschen Truppen waren in das Königreich Belgien einmarschiert und hatten dadurch dessen Neutralität völkerrechtswidrig verletzt. Der Einmarsch in Belgien führte zum Kriegseintritt Großbritanniens. Bald darauf begann in Deutschland die Diskussion über die Zukunft des besetzten Landes. Über diese „belgische Frage“, zu der sich eine Vielzahl von Gelehrten publizistisch äußerte, begann auch Hampe mehrere Publikationen. Dabei profitierte er von seinen Verbindungen zu dem einflussreichen Staatswissenschaftler Hermann Schumacher, den er im Bremer Prima-Verein kennengelernt hatte. Schließlich veröffentlichte er seinen Beitrag über Belgien in dem von Schumacher, Hermann Oncken, Friedrich Meinecke und Otto Hintze herausgegebenen Sammelband „Deutschland und der Weltkrieg“. Mit Hilfe der Wissenschaft sollten die Ziele der deutschen Propaganda umgesetzt werden. Über die Vorgeschichte und die Hintergründe des Krieges sollte der feindlichen Propaganda ein „Gegengewicht von deutscher Seite“ entgegengehalten werden.

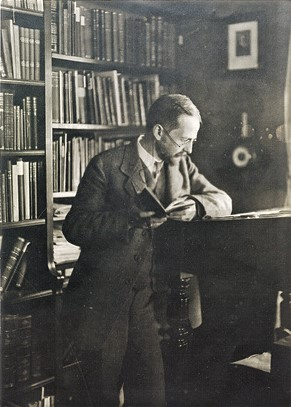
Karl Hampe, stehend an seinem Schreibpult in Heidelberg, um 1913

Das Buch war beim Erscheinen schon durch die aktuellen Ereignisse überholt; bis November 1915 konnten dennoch 8.000 Exemplare verkauft werden. Nach Hampes Auffassung hatte Belgien seine Neutralität durch die Annäherung an die Entente-Mächte selbst verletzt. Damit legitimierte er das deutsche Vorgehen. Er glaubte mit einem wissenschaftlich fundierten Urteil die deutschen Ziele im Krieg am besten zu unterstützen, ohne sich dabei vereinnahmen zu lassen. Er galt schon bald als ausgewiesener Kenner der Thematik und wurde zu zahlreichen Vorträgen eingeladen. Außerdem schrieb er für Zeitungen. Eine Annexion Belgiens, wie von den Alldeutschen vertreten, lehnte Hampe ab. Nach dem Maßstab des nationalen Machtstaates hielt er das Nebeneinander von Flamen und Wallonen in einem einzigen Staatswesen aber für unnatürlich. Er befürwortete in seinen Publikationen eine Teilannexion Belgiens, etwa durch Abtretung der Provinz Lüttich an Preußen, und einen belgischen „Schutzstaat“ mit „vlämisch-germanischer“ Mehrheit. Gleichzeitig sollten wallonische Gebiete an Frankreich abgegeben werden. Für das brutale Vorgehen der deutschen Truppen beim völkerrechtswidrigen Einmarsch 1914 und das harte Besatzungsregiment fand Hampe wiederholt beschwichtigende Worte. In den folgenden Monaten rückte er langsam von dieser Position ab. Dieses Umdenken war auch bei Kriegsende noch nicht abgeschlossen. Im Juni 1915 verweigerte er seine Unterschrift unter der Intellektuelleneingabe („Seeberg-Adresse“), die die politische und militärische Unterwerfung Belgiens forderte. Die Unterschrift verweigerte er jedoch nicht wegen der Kriegsziele, sondern weil er den Schlusssatz für monarchiefeindlich hielt. Wenig später war er an einer Reihe von Denkschriften für den Brüsseler Gouverneur Moritz von Bissing beteiligt. Er bearbeitete das Thema „Belgien und Holland. Ihre Beziehungen in den letzten Jahrzehnten“. Im Herbst 1915 war er deswegen für zwei Monate in Brüssel tätig, um die dortigen Akten zu begutachten. Distanz hielt Hampe zum Alldeutschen Verband und den Anwerbungsversuchen Dietrich Schäfers.
Seinem Biographen Folker Reichert gilt Hampes publizistisches Engagement als „Lehrbeispiel für die Verführbarkeit der Intellektuellen durch die Verlockungen der Macht“. Später bedauerte Hampe seine Beiträge zur Kriegspublizistik. In einer in seinem Rektoratsjahr 1925 verfassten „Selbstdarstellung“ beschrieb er seine „belgischen Schriften“ als „nicht hoch einzuschätzende Kriegsliteratur“.

#### Lebenssituation Hampes im Krieg
In den Kriegsjahren verschlechterten sich Hampes Lebensumstände. Am 10. Mai 1917 schrieb er: „Alle Gegenstände des Lebens haben allmählich einen sehr hohen Preisstand erreicht, der für viele 200, 300, 400 % des Friedensstandes ausmacht. So ist man gezwungen, nur das Notdürftigste zu kaufen.“ Die Professorengehälter waren seit Kriegsausbruch nicht mehr erhöht worden. Zugleich stiegen im Krieg die Preise aber stark an. Ab Sommer 1916 drohte die Versorgungslage zunehmend auch für wohlhabende Familien dramatisch zu werden. Schließlich nahm auch Hampe an illegalen Hamsterfahrten teil. Seine Kinder mussten im Sommer barfuß laufen, um die Schuhe für den Winter zu schonen. Die Familie trug die Kohlen 1918 selbst in den Keller, weil die Kohlenträger nicht mehr bezahlt werden konnten. An der Universität brachte der Krieg einen Rückgang der Teilnehmer an seinen Vorlesungen. Mit der Abnahme der Hörerzahl ging auch Hampes Verdienst zurück. Sein Kolleg über „Staats- und Kulturgeschichte im 13. Jahrhundert“ wurde immerhin noch von dreißig Teilnehmern besucht. Der Rechtshistoriker Richard Schröder hingegen musste am 9. Februar 1916 sogar „vor einem Studenten und einem Köter“ lesen. Zugleich stieg aber die Zahl der weiblichen Hörer an. Der Erste Weltkrieg brachte somit für die deutschen Universitäten einen Modernisierungsschub. An Frauen in seinen Vorlesungen gewöhnte sich Hampe nur langsam. Bis zum Jahr 1923 betreute er fünf Promotionen von Frauen. Damit die Männer schneller an die Kriegsfront kommen konnten, führte Hampe Notexamina durch. Während des Krieges wurde er 1916 ordentliches Mitglied der Heidelberger Akademie der Wissenschaften. Ein Jahr später folgte auf Vorschlag von Harry Bresslau die Berufung in die Zentraldirektion der Monumenta Germaniae Historica. Durch die Sitzungen in der Zentraldirektion konnte sich Hampe selbst ein Bild von der Situation des Instituts und seiner Mitglieder machen. Das Institut schien ihm „gänzlich verfahren“. Alltägliche Probleme wie z. B. die Abrechnung von Zugfahrten standen mehr auf der Tagesordnung als wissenschaftliche Themen. An der weiteren editorischen Arbeit des Instituts beteiligte sich Hampe, mit Ausnahme der 1926 vorgelegten Edition zum Frieden von San Germano von 1230, nach Kriegsende kaum noch. Er legte den Schwerpunkt vielmehr auf Darstellungen, die einen breiteren Leserkreis ansprechen sollten.

### Weimarer Republik
Bis 1918 war Hampe ein Verehrer Bismarcks und „Herzensmonarchist“. Den Geheimratstitel als ein Zeichen aus der Kaiserzeit führte er 1918 weiterhin. Die Novemberrevolution im Reich („Pöbelherrschaft“) war für ihn ein Schock. „Der elendeste [sic!] Tag meines Lebens! Was ist aus Kaiser und Reich geworden!“ beschrieb er den 10. November. Er gab damit die Gefühle vieler Angehöriger des Bürgertums wieder. Hampe glaubte nach wie vor an eine weitere Existenz des Kaiserreiches. In der Hoffnung auf bessere Zeiten las er am Abend der deutschen Niederlage „zur Stärkung“ seiner Familie aus Bismarcks „Gedanken und Erinnerungen“ einen Abschnitt über das Jahr 1848 vor. Damals scheiterte die Revolution an Preußen und den Hohenzollern. Im Gegensatz zu vielen seiner Zeitgenossen teilte Hampe nicht die Ansicht, dass das deutsche Heer „im Felde unbesiegt“ gewesen sei. Am 18. Dezember 1918 beklagte er den vermeintlichen Mangel an Politikern: „Ein Bismarck fehlte“. Nach der verhassten Novemberrevolution begann er sich langsam mit der Republik anzufreunden und entwickelte sich im Gegensatz zu seinen akademischen Kollegen Georg von Below, Dietrich Schäfer, Max Lenz oder Johannes Haller zum „Vernunftrepublikaner“. Die Phase der Umorientierung zog sich dabei von Oktober 1918 bis zum Kapp-Lüttwitz-Putsch im März 1920 hin. Schon am 15. November 1918 schrieb er: „Die Periode der Monarchie scheint wirklich abgeschlossen zu sein.“ Nachhaltig beeindruckte ihn während der Umorientierungsphase der Völkerbund. Den Kapp-Putsch empfand er als „unseelige Gegenrevolution“. Nach Hampe haben den Putsch die Monarchisten zu verantworten, „die aber auch gar nichts gelernt zu haben scheinen“. Ebenso missfiel ihm das deutschnationale Gerede des Frankfurter Professors für mittlere und neuere Geschichte Georg Küntzel, dessen Äußerungen gegen die neue Regierung ihm „auf die Nerven“ gingen. Die politische Neuorientierung Hampes nach 1918 brachte auch einen Wandel gegenüber dem Judentum mit sich. Judenfeindliche Vorbehalte und Vorstellungen verschwanden bei Hampe in der Weimarer Republik völlig.
Hampe war unitarisch eingestellt und bereit, dafür die Republik zu akzeptieren. Während des Krieges hatte er wiederholt den „Unsegen der Kleinstaaterei“ beklagt. Hampe widmete sich der Lektüre von Franz Mehrings „Geschichte der Sozialdemokratie“ und setzte sich mit dem Kommunistischen Manifest auseinander. Im Jahr 1920 war er der linksliberalen DDP und 1930 deren Nachfolgerin „Deutsche Staatspartei“ beigetreten, der er bis 1932 angehörte. Ein politisches Amt strebte er aber zu keiner Zeit an. An den öffentlichen Debatten über den Versailler Vertrag nahm er nur geringen Anteil. Auch das Angebot, eine Darstellung der jüngsten Entwicklung Belgiens und der Niederlande für eine „Weltgeschichte der Gegenwart“ zu verfassen, wies er von sich. Sein Ausflug in die politische Publizistik im Ersten Weltkrieg über die „belgische Frage“ wird von seinem Biografen Folker Reichert als „blauäugig und weltfern“ bezeichnet.
Während der Weimarer Republik konzentrierte sich Hampe wieder auf die mittelalterliche Geschichte. Aber mit der Niederlage des Deutschen Reiches im Ersten Weltkrieg hatte die Geschichte des nationalen Machtsstaates für Hampe an Bedeutung verloren. Stattdessen begann er sich zunehmend für Kulturgeschichte zu interessieren. In seinen Arbeiten berücksichtigte er fortan mehr die Fragen des geistigen Lebens und die Entwicklung von Wissenschaft, Literatur und Kunst. Anderen Themen widmete er sich nicht mehr, weil sie keinen allgemeinen Nutzen mehr versprachen. Für die Geschichte der mittelalterlichen Ostsiedlung, für die sich Hampe noch vor Ende des Krieges zu interessieren begonnen hatte, galt dies allerdings nicht. Die Revision der Grenzziehungen des Versailler Vertrages war ein beherrschendes Thema der Weimarer Republik. Hampes Darstellung „Der Zug nach dem Osten. Die kolonisatorische Großtat des deutschen Volkes im Mittelalter“ die 1921 in der „Sammlung wissenschaftlich-gemeinverständlicher Darstellungen“ des Teubner-Verlags erschien, diente der historischen Legitimierung der Ansprüche auf die verlorenen Gebiete im Osten. Mit sozialdarwinistischen Vorstellungen und aktuellen politischen Schlagworten schilderte Hampe die Siedlungsgeschichte des Mittelalters als ein „Völkerringen“ von deutschem und slawischem „Volkstum“, in welchem sich am Ende die überlegene Kultur der deutschen Siedler durchgesetzt habe. Obwohl Hampes Buch zwischen 1934 und 1939 vier Auflagen erlebte, unterschied es sich indes von der späteren völkischen Geschichtsschreibung, indem Hampe den Gemeinschaftsgedanken zu fördern trachtete und sich zum Frieden bekannte.
In der Weimarer Republik wurden nur in begrenztem Ausmaß Reformen an den Universitäten umgesetzt. Hampe bedauerte die Arbeit im Reformausschuss, da sie zu Lasten der Forschung und der „wissenschaftlichen Muße“ gehe. 1921 lehnte er einen Ruf nach Berlin als Nachfolger von Dietrich Schäfer ab. Hampe gehörte bis zu seiner Emeritierung zu den bestbezahlten Professoren an der Universität Heidelberg. Er genoss hohes Ansehen und besaß Einfluss bei der Besetzung der Lehrstühle. Zahlreiche Universitäten des Landes baten ihn um Stellungnahmen und Gutachten. 1921/22 war Hampe Dekan der Philosophischen Fakultät. 1924/25 war er Rektor der Universität Heidelberg. 1925 ernannte ihn die Preußische Akademie der Wissenschaften zum korrespondierenden Mitglied. Jahrelang hatte man von Hampe eine Biografie des staufischen Kaisers Friedrich II. erwartet. Eine solche wurde 1927 von Ernst Kantorowicz in Heidelberg geschrieben und galt bis zu Wolfgang Stürners umfassender zweibändiger Biografie 1992/2000 als maßgebliches Werk. Hampe beurteilte das Friedrichbuch von Kantorowicz in einer ausführlichen Besprechung in der Historischen Zeitschrift positiv. Ein Jahr nach der Veröffentlichung des Werkes bot Hampe ihm eine Stelle als Assistent am Historischen Seminar der Universität Heidelberg an.

### Zeit des Nationalsozialismus

#### Die „Machtergreifung“
Zum 60. Geburtstag würdigte Karl Jaspers Hampe 1929 als „eine der Stützen des Heidelberger Daseins, auf deren Wahrhaftigkeit und Gerechtigkeit man sich verlassen“ könne. In der Krise der Weimarer Republik unterstützte Hampe einen Aufruf zur Wiederwahl Paul von Hindenburgs bei der Reichspräsidentenwahl 1932, um einen Reichspräsidenten Adolf Hitler zu verhindern. Hampes Familie war „durch das Abgleiten Deutschlands in einen Unrechtsstaat“ im Herbst 1932 „tief beunruhigt“.
Zum 1. Januar 1933 begann er wiederum ein Tagebuch. Es ist aber bei weitem nicht so ausführlich wie das während des Ersten Weltkrieges geführte Tagebuch. Im selben Jahr wurde Hampe korrespondierendes Mitglied der Bayerischen Akademie der Wissenschaften. Im Herbst und Winter 1933 begann sich Hampe intensiv mit den ideologischen Grundlagen des Nationalsozialismus zu beschäftigen. Hampe widmete sich der Lektüre der völkischen Literatur, Geschichtsschreibung und Rassenkunde. Er machte in dieser Zeit auch Zugeständnisse an den Nationalsozialismus. In der Neubearbeitung seiner „Herrschergestalten“ ließ Hampe Fremdwörter wie „Souveränität“ oder „Exekution“ durch deutsche Begriffe austauschen. Auch von seinem jüdischen Kollegen Kantorowicz distanzierte er sich und ließ sein Friedrichbuch im Vorwort unerwähnt. Hampe trug mit einem Seminar zur mittelalterlichen Kolonisation zu einem neuen völkischen Profil des Historischen Seminars in Heidelberg bei. Zur NS-Geschichtsauffassung konnte er aber nach eingehender Lektüre keinen Zugang finden.
Die „Machtergreifung“ des NS-Regimes bekam Hampe im unmittelbaren Umfeld und auch in seiner Familie zu spüren. Der Mediziner Albert Fraenkel, der den nördlichen Teil des Hampe-Hauses bewohnte, wurde aus seinem Beruf gedrängt. Der junge Rechtsanwalt Hans Bettmann nahm sich das Leben. Mit der jüdischen Familie war Hampe befreundet. Andreas Gildemeister, Hampes Freund aus früheren Bremer Zeiten, wurde in „Schutzhaft“ genommen. Hampes Sohn musste in der Schule einen Aufsatz über „Deutschlands Erwachen. Hitler unser Glaube und unsere Hoffnung“ schreiben. Reichert sieht diese Geschehnisse als entscheidend für Hampes Entschluss, freiwillig aus dem Dienst auszuscheiden. Im Emeritierungsgesuch vom 21. Dezember 1933 an das Ministerium in Karlsruhe heißt es, dass er sich „den neuen Anforderungen, deren Erfüllung der heutige Staat von seinen akademischen Lehrern erwarten darf, […] gesundheitlich nicht gewachsen“ fühlte. Eine Mitwirkung an der Besetzung seiner Stelle lehnte Hampe ab. Sein Nachfolger wurde zum Sommersemester 1935 der bekennende Nationalsozialist Günther Franz, der Mitglied der NSDAP und der SA war. Von Franz distanzierte sich Hampe nach kurzer Zeit.

#### Letzte Lebensjahre

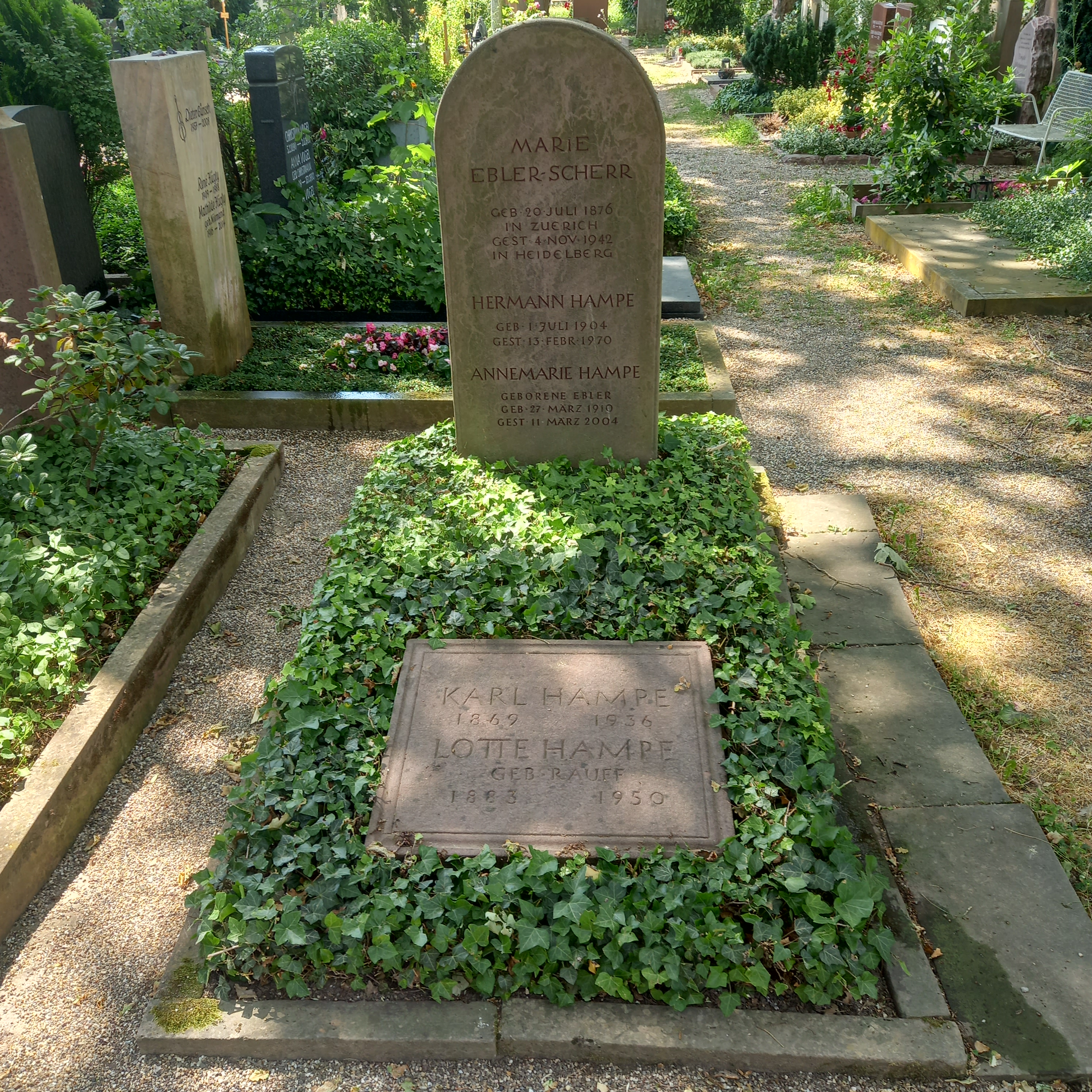
Das Grab von Karl Hampe und seiner Ehefrau Lotte geborene Rauff im Familiengrab auf dem Neuenheimer Friedhof in Heidelberg

Im Alter „gab er das Bild eines asketischen Gelehrten ab, der nur für seine Wissenschaft lebte“. Er zog sich ins Privatleben zurück, las viel und widmete sich seiner Familie. Zur Universität Heidelberg hielt er nur noch über Willy Andreas Kontakt. Seine Kontakte begrenzten sich auf die Heidelberger Akademie und den Gesprächskreis um Marianne Weber, die Witwe von Max Weber. Wegen der Zuwahlen mehrerer Nationalsozialisten blieb Hampe aber zunehmend auch der Akademie fern. Im Haus Weber traf sich Hampe mit Eugen Täubler, Ernst Hoffmann, Otto Regenbogen, Karl Jaspers, Gustav Radbruch, Hans von Eckardt und Alfred Weber, also Personen, die sich dem Nationalsozialismus nicht anschließen wollten oder vom Regime existenziell bedroht waren. Selbst in diesem Gesprächszirkel vermieden die Teilnehmer ab 1933 politische Themen und widmeten sich stattdessen kunst- oder religionshistorischen Themen. In seinen letzten Jahren unternahm Hampe eine wissenschaftliche Ehrenrettung des vom führenden NS-Ideologen Alfred Rosenberg zum „Sachsenschlächter“ stilisierten Karl des Großen. Die Initiative dazu ging von Carl Erdmann aus. In Karl dem Großen sah Hampe einen „von irgendeiner Romanisierung noch gänzlich unberührten Germanen“. Hampe wurde in seiner Auffassung unter anderem von Martin Lintzel unterstützt. In einem Sammelband versuchten Hampe, Erdmann und Lintzel gemeinsam mit Hermann Aubin, Friedrich Baethgen, Wolfgang Windelband und Hans Naumann die Bedeutung Karls des Großen für die deutsche Geschichte vor dem Hintergrund der negativen Sicht der Nazis aufzuwerten. Diese Arbeiten trugen dazu bei, dass das nationalsozialistische Unterfangen einer Revision des Bildes Karls des Großen letztlich misslang.
Am 14. Februar 1936 starb Hampe in Heidelberg an den Folgen eines Fahrradunfalls. Drei Tage später wurde seine Asche auf dem Heidelberger Bergfriedhof bestattet. Nachrufe verfassten unter anderem seine Schüler Gerd Tellenbach, Percy Ernst Schramm und Friedrich Baethgen. Eine Festschrift hatte er hingegen zu Lebzeiten nicht erhalten. Seine Frau starb 14 Jahre später. Das Familiengrab befindet sich seit 1971 auf dem Neuenheimer Friedhof in Heidelberg.

## Werk

### Prägung des Mittelalterbildes der Deutschen
Im Deutschen Kaiserreich suchten Historiker nach den Gründen für die verspätete Reichsgründung. Nach dem Untergang der Monarchie 1918 und dem als demütigend empfundenen Versailler Vertrag sehnten sich viele Menschen nach einer Zeit, in der Deutschland stark und mächtig in Europa gewesen war. Das Mittelalter galt als ein „Gegenbild der verachteten Gegenwart“. Die mittelalterlichen Könige und Kaiser wurden als frühe Repräsentanten einer für die Gegenwart erhofften starken monarchischen Gewalt betrachtet; Herrscher wie Otto der Große oder Friedrich „Barbarossa“ sollten „gerade in unkaiserlicher Zeit“ (Ernst Kantorowicz) das nationale Bewusstsein stärken. Die Geschichte des mittelalterlichen Reiches wurde unter dem Aspekt der Macht geschrieben. Entscheidend war, ob die damaligen Könige und Kaiser das Reich zu einer Machtsteigerung geführt oder aber einen Verfall der monarchischen Zentralgewalt zu verantworten hatten. Unter den Ottonen, Saliern und Staufern sah man für das Reich eine Vorrangstellung in Europa, die jedoch durch Fürsten und Päpste im Laufe des Mittelalters verloren gegangen sei. Für den Niedergang wurden zwei „Wenden“ verantwortlich gemacht. Die erste Wende war Heinrichs Gang nach Canossa, als er sich durch den Papst vom Kirchenbann befreien musste. Hampe betrachtete Canossa als „das Symbol der Kapitulation staatlicher Macht vor kirchlichen Herrschaftsansprüchen“. Als zweite „Wende“ wurde die Doppelwahl von 1198 angesehen, die zum Deutschen Thronstreit führte. Das Spätmittelalter wurde nur unter dem Aspekt des Zerfalls wahrgenommen; das Reich sei innerlich zerrissen und nach außen machtlos gewesen.
Dieses Mittelalterbild blieb auch Jahrzehnte nach 1945 noch maßgeblich. Zu seiner Verbreitung trugen Hampes Veröffentlichungen wesentlich bei. Einem breiteren Publikum bekannt wurden seine mehrfach nachgedruckten „Herrschergestalten des deutschen Mittelalters“ (1927) und „Das Hochmittelalter. Geschichte des Abendlandes von 900 bis 1250“ (1932). Hampes „Hochmittelalter“ brachte die Verlagerung seiner Interessenschwerpunkte von machtpolitischen zu kulturellen Aspekten zum Ausdruck und wurde in mehrere Sprachen übersetzt. Die Darstellung konnte dennoch nicht traditionelle Denkweisen des 19. Jahrhunderts überwinden: Kulturgeschichte setzte Hampe mit der Geschichte der Hochkultur gleich und ordnete sie der allgemeinen Geistesgeschichte zu. Sein Begriff des „Abendlandes“ beschränkte sich auf den lateinischen Anteil Europas. Die Geschichte des Hochmittelalters beschrieb er weiterhin als Ringen zwischen Kirche und Kaisertum. Bereits die Kapitelüberschriften drücken das bisherige Geschichtsbild aus: „1. Aufstieg Deutschlands zur Hegemoniestellung“; „5. Machthöhe des Deutschen Reiches unter den ersten Saliern“; „13. Neue Entfaltung der Kaisermacht“; „15. Letzte Aufrüstung von Papstkirche und Kaisertum“; „16. Endkampf der beiden Universalmächte“. Hampes historische Erzählung stellte das erste deutsche Kaiserreich in den Mittelpunkt einer aus ihren kulturellen Traditionen erklärten politischen Geschichte des „Abendlandes“. Zur Popularität seiner Werke trug auch Hampes sprachliches Ausdrucksvermögen bei, wie etwa seine Beschreibung des Saliers Konrad II. zeigt. Für Hampe konnte Konrad als „ein vollsaftiger Laie mit schwertkundiger Faust, nüchternem Hellsinn und gesundem Kraftgefühl [...] sein Königtum auf der von seinem Vorgänger überkommenen Basis zu bedeutender Machtfülle“ führen.

### Stauferforschung
Hampe gilt als herausragender Kenner der Stauferzeit. Seine Dissertation brachte für die Mediävistik einen erheblichen Erkenntnisgewinn. Die bisherigen Arbeiten hatten den letzten Staufer Konradin nur beiläufig behandelt oder waren wie die Biografie Wolfgang Jägers aus dem Jahr 1787 völlig überholt. Hampe zog alle verfügbaren Quellen heran und gab darüber hinaus personen- und territorialgeschichtliche Exkurse. Hampes Werk über Konradin hat seinen Wert bis heute behalten. Nur wenige von Hampes Arbeiten bis zum Ausbruch des Ersten Weltkrieges widmeten sich einer anderen als der staufischen Zeit.
Hampe beschäftigte sich zeit seines Lebens mit dem Staufer Friedrich II. In seinen Arbeiten zog Hampe zur Klärung von Einzelaspekten oft bislang unbekanntes Quellenmaterial heran. Besonders stützte er sich auf Briefsammlungen des 13. Jahrhunderts. Die Berichte eines unbekannten Höflings aus der Umgebung des Kanzlers Walter von Pagliara über die Persönlichkeit des jungen Friedrichs wurden von ihm erstmals editorisch erschlossen und ausgewertet. Weitere Arbeiten waren ein Brief des Kardinals, der die Beteiligung Papst Innozenz IV. an der Verschwörung von 1246 nachweist, oder ein ungedruckter Bericht über das Konklave von 1241 im römischen Septizodium. Den Auftrag der Historischen Kommission der Bayerischen Akademie der Wissenschaften, die nur bis 1227 abgeschlossenen Jahrbücher der Deutschen Geschichte unter dem staufischen Kaiser Friedrich II. fortzusetzen, hatte er 1899 bekommen. Jahrelang konnte Hampe für diesen Auftrag keine oder allenfalls geringe Fortschritte vermelden. Eine Darstellung, die sich rein an Fakten und der Chronologie orientiert, missfiel ihm. Im Jahr 1919 gab er den Auftrag zurück. Die „Jahrbücher“ stürzten dadurch in eine Krise, von der sie sich nicht mehr erholen konnten. Hampe befürchtete durch spezialisierte Einzelforschung über Jahre hinweg zum „geistlosen Kompilator“ zu werden. Nach dem Krieg und den revolutionären Umwälzungen erwarteten die Menschen weltanschauliche Orientierung. In einem Brief vom 2. Juni 1919 stellte Hampe fest, er könne diese Aufgabe nicht „eilfertigen Literaten oder pedantischen Schulmeistern“ überlassen. Daher wollte er Überblickswerke liefern, die ein breites Publikum ansprachen. Mit Ausnahme seiner 1909 veröffentlichten Monographie Deutsche Kaisergeschichte in der Zeit der Salier und Staufer hatte er vor dem Krieg keine Bemühungen in diese Richtung unternommen, doch seine Publikationen nach dem Kriegsende sind nach Paul Fridolin Kehr vom „Drang nach Zusammenfassung und nach einer grösseren Darstellung“ geprägt. Mit seiner Vorgehensweise, historische Sachverhalte in eine auch für größere Leserkreise gefällige Sprache zu bringen, hatte er großen Erfolg; besonders die „Deutsche Kaisergeschichte in der Zeit der Salier und Staufer“ wurde sehr erfolgreich, sie erlebte noch zu seinen Lebzeiten bis 1929 sechs Auflagen. Zuvor hatte er nur für die Wissenschaft geschrieben; von seiner Dissertation über Konradin wurden in drei Jahren lediglich 181 Exemplare verkauft. Hampe beschrieb die Geschichte von Saliern und Staufern als Konflikt zwischen Kaisertum und Papsttum. Für ihn setzte der Niedergang des Kaisertums mit dem Tod Friedrichs II. 1250 ein, daher beendete er seine Darstellung mit diesem Ereignis und nicht mit der Hinrichtung Konradins 1268 in Neapel.

## Wirkung
In der Fachwelt wurde an Hampes Kaisergeschichte bemängelt, sie berücksichtige weder Adel und Ministerialität noch Bauern und die Städte, präsentiere die deutsche Geschichte stattdessen nur durch das Wirken der Könige und Kaiser.
Verfassungsgeschichtliche Ansätze wurden einige Jahre nach Hampes Tod von Otto Brunner (1939) und Otto Hintze (1941) umgesetzt. Trotz fachlicher Kritik blieben Hampes Werke populär. „Kaisergeschichte“ und „Herrschergestalten des deutschen Mittelalters“ erfuhren weitere Auflagen. Hampe avancierte zu einem der beliebtesten Autoren der deutschen Mediävistik. Seine Popularität reichte bis weit in die Zeit nach dem Zweiten Weltkrieg. Im Nationalsozialismus wurden seine Werke ideologisch vereinnahmt. Seine Kaisergestalten waren besonders in Kriegszeiten von Bedeutung. Hampes Hochmittelalter kam als „Frontbuchhandelsausgabe“ heraus, die das Bedürfnis nach heldenhaften Vorbildern im Krieg befriedigen sollte. Auch seine Darstellung der deutschen Siedlung im Osten erhielt im Nationalsozialismus politische Aktualität und wurde vielfach verkauft. Durch die Erinnerung an das staufische Kaisertum Friedrichs II. sollte die nationalsozialistische Kriegs- und Eroberungspolitik gerechtfertigt werden. Hampes Werk wurde an die nationalsozialistische Geschichtsauffassung durch Kürzungen und Verfälschungen angepasst. So entfielen etwa seine Ausführungen über den sizilianischen Überwachungsstaat oder Friedrichs geringes Interesse für den Osten. Nach 1945 wurden Hampes Werke von der Wissenschaftlichen Buchgesellschaft nachgedruckt und übten bis in die 1990er Jahre Einfluss auf das Bild vom Mittelalter bei deutschen Geschichtsstudenten aus.
Von Hampes Schülern beeinflussten besonders Percy Ernst Schramm, Gerd Tellenbach und Friedrich Baethgen die nationale und internationale Mediävistik nach 1945 in erheblichem Ausmaß. Schramm gilt als einer der führenden Experten des 20. Jahrhunderts auf dem Gebiet des mittelalterlichen Königtums. Sein 1929 erschienenes Werk über Otto III. entstand als Habilitation bei Hampe in Heidelberg. Die Darstellung war über Jahrzehnte hinweg maßgeblich und wurde erst seit den 1990er Jahren zunehmend kritisiert. Baethgen wurde nach dem Zweiten Weltkrieg erster Präsident der Monumenta Germaniae Historica. Außerdem war er Präsident der Bayerischen Akademie der Wissenschaften. Tellenbach amtierte als Präsident der Westdeutschen Rektorenkonferenz und wurde Direktor des Deutschen Historischen Instituts in Rom. Er setzte nach dem Zweiten Weltkrieg mit seinen akademischen Schülern durch seine Personennamensforschung in Freiburg („Tellenbach-Schule“), also die Auswertung der Eintragungen in den Verbrüderungs- und Gedenkbüchern des frühen Mittelalters, bis in die Gegenwart erhebliche Impulse für die Mittelalterforschung. Seine Schüler setzten auch Hampes Werk fort. Die Neubearbeitung der „Deutschen Kaisergeschichte in der Zeit der Salier und Staufer“ übernahm Baethgen. Von 1937 bis 1968 erschien eine von Baethgen betreute 7. bis 12. Auflage. Tellenbach gab „Das Hochmittelalter“ neu heraus. Hellmut Kämpf war für die Herrschergestalten des deutschen Mittelalters und die Geschichte Konradins verantwortlich.
Seit den 1980er Jahren kam die Mediävistik zu zahlreichen neuen Einsichten über das hochmittelalterliche Königtum. Die Fürsten werden nicht mehr wie von Hampe als „Totengräber“ der Kaisermacht beschrieben, vielmehr sei das Zusammenwirken von König und Fürsten ein wesentliches Merkmal mittelalterlicher Herrschaft. Die von Hampe im Frühjahr 1897 entdeckte Sammlung von 232 Briefen unter dem Namen „Capuaner Briefsammlung“ konnte erst in jüngster Zeit unter dem Namen „Kampanische Briefsammlung“ als Edition abgeschlossen werden.
Hampe hinterließ eine ausgesprochen reichhaltige Überlieferung (jahrelange Tagebucheinträge, Korrespondenzen und Rechnungsbücher). Nach seinem Tod pflegten seine Witwe und später seine Kinder und Enkel sein Andenken. Der Nachlass konnte so zusammengehalten werden. Er befindet sich bis auf wenige Stücke, die noch im Familienarchiv aufbewahrt werden, in der Universitätsbibliothek Heidelberg. 2004 wurde von Folker Reichert und Eike Wolgast Hampes Kriegstagebuch 1914–1919 herausgegeben. Es gilt als bedeutende Quelle zur Kultur- und Mentalitätsgeschichte des Ersten Weltkrieges. 2009 veröffentlichte Reichert eine Biografie über Hampe. Sein Leben und Wirken charakterisiert Reichert als durchaus „exemplarisch“ für die Erfahrungen eines deutschen Professors im ausgehenden 19. Jahrhundert bis zum Beginn der 1930er Jahre.
Doch nicht nur die Wissenschaft setzte sich mit der Person Hampes auseinander: 2000 fand Hampe Eingang in Martin Schemms Roman Heidenloch. Darin sorgen im Sommer 1907 mysteriöse Wesen in Heidelberg für Angst und Schrecken. Um der dadurch ausgelösten Panik in der Bevölkerung zu begegnen, wird eine Untersuchungskommission einberufen und von einem wissenschaftlichen Beirat unter dem Vorsitz von Karl Hampe unterstützt.

## Schriften (Auswahl)
- Geschichte Konradins von Hohenstaufen. Innsbruck 1894; 3. Auflage mit einem Anhang von Hellmut Kämpf. Leipzig 1942.
- Deutsche Kaisergeschichte in der Zeit der Salier und Staufer. Quelle & Meyer, Leipzig 1909; 4., unveränderter reprografischer Nachdruck der 12. von Friedrich Baethgen bearbeiteten Auflage. Wissenschaftliche Buchgesellschaft, Darmstadt 1983, ISBN 3-534-02754-X, (archive.org).
- Der Zug nach dem Osten. Die kolonisatorische Großtat des deutschen Volkes im Mittelalter (= Aus Natur und Geisteswelt. Bd. 731, ZDB-ID 516263-4). Teubner, Leipzig u. a. 1921 (5. Auflage. ebenda 1939), (archive.org).
- Herrschergestalten des deutschen Mittelalters. Quelle & Meyer, Leipzig 1927.
- Das Hochmittelalter. Geschichte des Abendlandes von 900 bis 1250. Mit einem Vorwort von Gerd Tellenbach. Deutscher Verlag, Berlin 1932.
- Kaiser Friedrich II., der Hohenstaufe (= Colemans kleine Biographien. Bd. 61, ZDB-ID 31371-3). Coleman, Lübeck 1935.
- Die Persönlichkeit Karls. In: Hans Naumann u. a.: Karl der Große oder Charlemagne? 8 Antworten deutscher Geschichtsforscher (= Probleme der Gegenwart). Mittler, Berlin 1935, S. 9–29.
- Wilhelm I., Kaiserfrage und Kölner Dom. Ein biographischer Beitrag zur Geschichte der deutschen Reichsgründung. Kohlhammer, Stuttgart 1936.